# Joaquim Murtinho
Joaquim Duarte Murtinho Nobre (Cuiabá, 7 de dezembro de 1848 — Rio de Janeiro, 18 de novembro de 1911) foi um médico e político brasileiro liberal. Murtinho foi Ministro da Indústria e Comércio (1899–1902) no governo do presidente Prudente de Morais e também Ministro da Fazenda (1898–1902) no governo de Campos Sales. Além disso, cumpriu dois mandatos não consecutivos como senador por Mato Grosso (1890–1896 e 1903–1911).
Diversos espaços públicos de cidades brasileiras levam seu nome, mais notadamente Rua Joaquim Murtinho em Santa Teresa, Rio de Janeiro; e uma rua homônima em Cuiabá, Mato Grosso; bem como, uma escola pública centenária em Campo Grande, Mato Grosso do Sul.

## Biografia
Terceiro filho de José Antônio Murtinho, médico e militar, natural da Bahia, e de sua primeira esposa, Rosa Joaquina Pinheiro, Joaquim Murtinho descendeu de uma família envolvida com a política nacional brasileira. Seu avô materno, Joaquim Duarte, ajudante da primeira linha dos corpos de milícia, era português natural de São Miguel do Outeiro, distrito de Viseu, e foi uma das vítimas do movimento nativista conhecido como Rusga.
Seu pai foi presidente da província de Mato Grosso durante o Império. Seus irmãos mais velhos eram José Antônio Murtinho Filho, que também foi senador pelo Mato Grosso, e Manuel José Murtinho, ministro do Supremo Tribunal Federal. Através do irmão José, Joaquim teve parentesco com personalidades brasileiras de outras esferas: a sobrinha Magdalena do Amaral Murtinha, filha desse José, foi mãe de Nilo Murtinho Braga, concebendo no casamento com Emmanuel Gomes Braga também Fernando e Frederico. Esses três sobrinhos-netos de Joaquim chegaram a jogar juntos no Botafogo em 1919. Frederico veio a ser pai da atriz Rosamaria Murtinho, embora ela chegue a ser referida como bisneta do próprio Joaquim; Nilo ainda mantém no século XXI a mais alta média de gols do Botafogo, participando da Copa do Mundo FIFA de 1930; e Fernando, por sua vez, teve longa carreira no Itamaraty, trabalhando em diversas representações diplomáticas brasileiras em diferentes continentes.
Murtinho nasceu na capital de Mato Grosso e mudou-se, aos 13 anos, para o estado Rio de Janeiro para estudar. Estudou no Colégio Kopke, em Petrópolis, em 1861, e depois no Colégio Episcopal São Pedro de Alcântara (também conhecido como Colégio dos Padres Paiva), na capital, Rio de Janeiro. Aos 17 anos, matriculou-se no curso de engenharia civil. Não existe consenso historiográfico se ele teria se formado antes de iniciar o curso de medicina, quando ainda estava no terceiro ano do primeiro curso. Formou-se pela Faculdade de Medicina do Rio de Janeiro e especializou-se em homeopatia Foi também professor catedrático da Escola Politécnica e presidente do Instituto Hahnemanniano do Brasil. Após tornar-se político, conseguiu introduzir a prática da homeopatia nos serviços médicos da Marinha e do Exército.

### Senador: Primeiro Mandato (1890-1896)
Murtinho foi eleito senador da República em 1890. Em 1897 fez parte do governo Prudente de Morais como ministro da Viação, Indústria e Comércio.

### Ministério da Fazenda
Como ministro da Fazenda do governo Campos Sales, Murtinho tinha a difícil missão de organizar as finanças públicas e administrar os grandes desequilíbrios provocados pelas políticas desastradas de seu antecessor Rui Barbosa, que culminaram no encilhamento, e pela inação dos ministros-juristas que o sucederam. Suas primeiras medidas foram reduzir o meio circulante e articular o funding loan (1898).

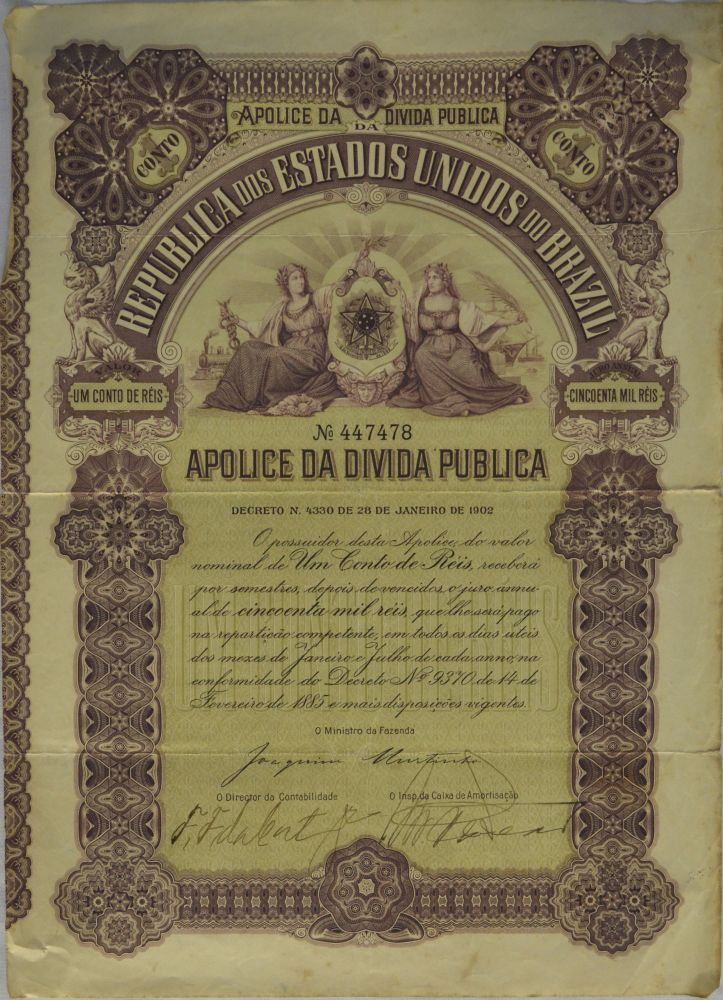
Apólice de quando foi Ministro da Fazenda, 1902.

Com relação ao problema do café, nos conta Delfim Netto: "Murtinho acreditava que a solução do problema deveria ser encontrada pelo próprio mercado, que se encarregaria de eliminar os produtores marginais. É ele próprio que nos diz, no Relatório do Ministério da Fazenda de 1899: "Convicto de que a intervenção oficial só poderia aumentar os nossos males, o governo deixou que a produção de café se reduzisse por seleção natural, determinando-se assim a liquidação e a eliminação dos que não tinham condições de vida, ficando ela nas mãos dos mais fortes e dos mais organizados para a luta".

### Senador: Segundo e terceiro mandatos (1903-1911)
Murtinho reelegeu-se para o Senado em 1903 e também em 1907.